# Hirzeck-Haus
Das Hirzeck-Haus – teilweise Hirzeckhaus geschrieben – ist eine bewirtschaftete Hütte des Pfälzerwald-Vereins.

## Lage
Die Hütte, die auf 413 Metern Höhe liegt, befindet sich im Norden der Gemarkung der Ortsgemeinde Bobenthal weit abseits von deren Siedlungsgebiet, auf dem Hirzeck, der einen westlichen Ausläufer des 514,7 Meter hohen Krummen Ellenbogens bildet. 500 Meter westlich im Tal verläuft der Portzbach und 200 Meter weiter südlich das Finsterbächel.

## Geschichte
Das Hirzeck-Haus wurde 1954 erbaut und wird seither von der Ortsgruppe Bad Bergzabern des Pfälzerwald-Vereins bewirtschaftet. Im Juni 2024 wurde das 70-jährige Jubiläum der Hütte gefeiert.

## Anbindung
Die Hütte liegt an mehreren Wanderwegen, darunter der mit einem weiß-blauen Balken markierte von Bad Münster am Stein bis Sankt Germanshof sowie der mit einem roten Punkt gekennzeichnete von Hertlingshausen nach Petit Wingen.
Das Parken unmittelbar am Hirzeck-Haus ist aus Gründen des Naturschutzes und gemäß vertraglicher Vereinbarungen lediglich dem Hüttenpersonal gestattet, sodass die Anreise per Auto zum rund einen Kilometer nordöstlich liegenden Waldparkplatz am Hirzeckgipfel führt.